# كفاني يا قلب (فلم)
كفاني يا قلب هو فيلم مصري عرض عام 1977، بطولة شمس البارودي وفريد شوقي وحسن يوسف ومحمود عبد العزيز، ومن إخراج حسن يوسف.

## قصة الفيلم
رغم فارق السن الكبير بينهما، تتزوج فوزية من عمار، وذلك بضغط من أبيها وأخيها، تعيش مع زوجها وتنجب له بنتًا، لكنها تشعر أنها لم تخلق لحياة المنزل، ومن ثم تلجأ إلى وصفي لكي يدفعها إلى العمل في مجال الصحافة، ومع الوقت تبدأ رحلة ترقيها وصعودها الاجتماعي، وتتحول رويدًا رويدًا إلى سيدة مجتمع.

## طاقم التمثيل
- شمس البارودي: (فوزية)
- فريد شوقي: (عمار)
- حسن يوسف: (حسان)
- محمود عبد العزيز: (أمين - ضابط البوليس)
- عمر الحريري: (وصفي)
- جميل راتب: (راشد)
- محمود قابيل: (ممدوح)
- نظيم شعراوي: (المنتج السينمائي)
- محمود رضا: (ضيف شرف)
- نبيل بدر: (أحمد البحتري)
- عزيزة حلمي: (والدة فوزية)
- عبد البديع العربي: (والد فوزية)
- عدلي يوسف: (علي - أخو فوزية)
- ليلى فهمي
- فكري أباظة
- إنعام الجريتلي
- حسين الشربيني
- ميرفت الجندي
- أحمد شوقي
- شوقي بركة
- محمد البارودي
- صبري عبد المنعم
- رشاد عثمان
- أحمد ماهر
- مصطفى الشامي
- عبد الغني النجدي: (صديق عمار)
- مختار السيد
- حمدي يوسف
- لويس يوسف
- عوض محمد عوض
- رشا أباظة: (طفلة)
- ريم أباظة: (طفلة)
- منى نشأت: (طفلة)

## فريق العمل
- إخراج: حسن يوسف
- قصة: موسى صبري
- سيناريو: أحمد صالح
- حوار: موسى صبري
- مدير التصوير: كمال كريم
- مونتاج: فتحي داود
- موسيقى تصويرية: جمال سلامة
- إنتاج: أفلام حسن يوسف
- توزيع: أفلام حسن يوسف